# Medal Henry’ego Drapera
Medal Henry’ego Drapera – nagroda ufundowana przez wdowę po astronomie Henrym Draperze, przyznawana przez amerykańską National Academy of Sciences za osiągnięcia w dziedzinie astrofizyki.

## Lista laureatów
- 1886: Samuel Pierpont Langley
- 1888: Edward Charles Pickering
- 1890: Henry Augustus Rowland
- 1893: Hermann Karl Vogel
- 1899: James Edward Keeler
- 1901: William Huggins
- 1904: George Ellery Hale
- 1906: William Wallace Campbell
- 1910: Charles Greeley Abbot
- 1913: Henri-Alexandre Deslandres
- 1915: Joel Stebbins
- 1916: Albert Abraham Michelson
- 1918: Walter Sydney Adams
- 1919: Charles Fabry
- 1920: Alfred Fowler
- 1921: Pieter Zeeman
- 1922: Henry Norris Russell
- 1924: Arthur Stanley Eddington
- 1926: Harlow Shapley
- 1928: William Hammond Wright(inne języki)
- 1931: Annie Jump Cannon
- 1932: Vesto Slipher
- 1934: John S. Plaskett
- 1936: Charles E. Mees(inne języki)
- 1940: Robert W. Wood(inne języki)
- 1942: Ira Sprague Bowen
- 1945: Paul Merrill
- 1947: Hans Bethe
- 1949: Otto Struve
- 1951: Bernard Lyot
- 1955: Hendrik Christoffel van de Hulst
- 1957: Horace Babcock
- 1960: Martin Schwarzschild
- 1963: Richard Tousey(inne języki)
- 1965: Martin Ryle
- 1968: Bengt Edlén(inne języki)
- 1971: Subrahmanyan Chandrasekhar
- 1974: Lyman Spitzer
- 1977: Arno Penzias i Robert Woodrow Wilson
- 1980: William Wilson Morgan
- 1985: Joseph H. Taylor Jr.
- 1989: Riccardo Giovanelli(inne języki) i Martha P. Haynes(inne języki)
- 1993: Ralph Alpher i Robert Herman(inne języki)
- 1997: Bohdan Paczyński
- 2001: R. Paul Butler i Geoffrey Marcy
- 2005: Charles L. Bennett
- 2009: Neil Gehrels(inne języki)
- 2013: William J. Borucki(inne języki)
- 2017: Barry Barish i Stanley E. Whitcomb(inne języki)
- 2021: Sheperd Doeleman i Heino Falcke
- 2025: Adam K. Leroy